# Baranowice (gmina)
Baranowice (do 1954 Żory) – dawna gmina wiejska istniejąca w latach 1973–1975 w woj. katowickim. Nazwa gmina pochodzi od wsi Baranowice (obecnie dzielnica Żor), lecz siedzibą władz gminy były Żory (nie wchodzące w jej skład).
Gmina (zbiorowa) Baranowice została utworzona 1 stycznia 1973 w powiecie rybnickim w woj. katowickim, z obszaru dawnej gminy Żory. W jej skład weszło 6 sołectw: Baranowice, Folwarki, Kleszczów, Osiny, Rogoźna i Rowień.
27 maja 1975 jednostka została zniesiona, a jej obszar włączony do miasta Żory.